# Derek Luke
Derek Nathanial Luke (Jersey City, 24 aprile 1974) è un attore statunitense.

## Biografia
Nato nel New Jersey, figlio di Maurice Luke, nativo della Guyana, e Marjorie Dixon, ha due fratelli Daniel e Maurice. Ha studiato al Linden High School. Dopo una serie di lavori televisivi debutta al cinema in Antwone Fisher del 2002 di Denzel Washington, interpretazione grazie alla quale vince l'Independent Spirit Award per il miglior attore protagonista e il National Board of Review Award alla miglior performance rivelazione maschile.
In seguito partecipa ai film Schegge di April e Friday Night Lights, nel 2007 ottiene un ruolo importante in Leoni per agnelli di Robert Redford, recitando al fianco di Meryl Streep e Tom Cruise. A causa di problemi legati al fisco, l'attore Wesley Snipes non ha potuto lasciare gli Stati Uniti per le riprese e si è visto costretto a rinunciare al film Miracolo a Sant'Anna di Spike Lee; così Luke è stato ingaggiato dallo stesso regista per il ruolo di protagonista nel film.
È apparso in diversi videoclip che artisti come Monica (So Gone e Knock Knock), Common (I Want You) e Alicia Keys (Teenage Love Affair). Interpreta il rapper Sean Combs nel film biografico Notorious B.I.G. sulla vita di The Notorious B.I.G.. Tra il 2009 e il 2010 ha preso parte alla serie televisiva medica Trauma, dove ricopriva il ruolo del paramedico Cameron Boone. La serie è però stata cancellata dopo la prima stagione. Successivamente ha partecipato alla serie televisiva The Americans.

### Vita privata
Dal 1998 è sposato con l'attrice Sophia Adella Luke, da cui ha avuto un figlio.

## Filmografia

### Cinema
- Antwone Fisher, regia di Denzel Washington (2002)
- Biker Boyz, regia di Reggie Rock Bythewood (2003)
- Schegge di April (Pieces of April), regia di Peter Hedges (2003)
- Friday Night Lights, regia di Peter Berg (2004)
- Spartan, regia di David Mamet (2004)
- Glory Road, regia di James Gartner (2006)
- Catch a Fire, regia di Phillip Noyce (2006)
- Leoni per agnelli (Lions for Lambs), regia di Robert Redford (2007)
- Certamente, forse (Definitely, Maybe), regia di Adam Brooks (2008)
- Miracolo a Sant'Anna (Miracle at St. Anna), regia di Spike Lee (2008)
- Notorious B.I.G. (Notorious), regia di George Tillman Jr. (2009)
- Madea Goes to Jail, regia di Tyler Perry (2009)
- Captain America - Il primo Vendicatore (Captain America: The First Avenger) (2011)
- Cercasi amore per la fine del mondo (Seeking a Friend for the End of the World), regia di Lorene Scafaria (2012)
- Sparkle - La luce del successo (Sparkle), regia di Salim Akil (2012)
- L'amore in valigia (Baggage Claim), regia di David E. Talbert (2013)
- Aspettando Alex (Alex of Venice), regia di Chris Messina (2014)
- Supremacy - La razza eletta (Supremacy) , regia di Deon Taylor (2014)
- Sight Unseen, regia di Sight Unseen (2014)
- Self/less, regia di Tarsem Singh (2015)
- Il bunker (American Refugee), regia di Ali LeRoi (2021)
- Alone Together, regia di Katie Holmes (2022)
- Darby Harper - Consulenza fantasmi (Darby and the Dead), regia di Silas Howard (2022)

### Televisione
- The King of Queens – serie TV, 2 episodi (1998-2007)
- Moesha – serie TV, episodio 6x19 (2001)
- Trauma – serie TV, 20 episodi (2009-2010)
- Hawthorne - Angeli in corsia (Hawthorne) – serie TV, 8 episodi (2011)
- The Americans – serie TV, 4 episodi (2013-2018)
- Empire – serie TV, 3 episodi (2015)
- Rogue – serie TV, 20 episodi (2015- in corso)
- Radici (Roots) – miniserie TV, 2 episodi (2016)
- Tredici (13 Reasons Why) – serie TV, 27 episodi (2017-2018)
- Suspicion, regia di Brad Anderson – film TV (2018)
- God Friended Me – serie TV, episodio 1x20 (2019)
- The Purge – serie TV, 10 episodi (2019)

## Riconoscimenti
- Black Reel Awards
  - 2022 – Candidatura come miglior attore in un film televisivo o serie tv per Il bunker[2]

## Doppiatori italiani
Nelle versioni in italiano delle opere in cui ha recitato, Derek Luke è stato doppiato da:
- Simone D'Andrea in Leoni per agnelli, Schegge di April, Notorius B.I.G.
- Alessandro Quarta in Sparkle - La luce del successo, Spartan
- Fabrizio Vidale in Trauma, L'amore in valigia
- Ruggero Andreozzi in The Purge, Il bunker
- Andrea Mete in Cercasi amore per la fine del mondo
- Carlo Scipioni in Captain America - Il primo vendicatore
- Emiliano Coltorti in Catch a Fire
- Fabio Boccanera in Glory Road - Vincere cambia tutto
- Francesco Bulckaen in Certamente, forse
- Gianfranco Miranda in The Americans
- Lorenzo Scattorin in Tredici
- Marco Benedetti in God Friended Me
- Mirko Mazzanti in Biker Boyz
- Nanni Baldini in Friday Night Lights
- Riccardo Rossi in Miracolo a Sant'Anna
- Tony Sansone in Antwone Fisher